# Religione di Stato
La religione di Stato (o religione ufficiale) è un credo religioso imposto da uno Stato a tutti i cittadini o che, comunque, goda di un particolare riconoscimento a livello istituzionale rispetto ad altre religioni presenti nel territorio. Uno Stato che ha una religione di Stato è anche detto Stato confessionale. L'imposizione di religioni di Stato fu molto frequente nell'età antica, dall'Antico Egitto al Giappone imperiale, fino all'Impero Romano.

Stati con una religione di Stato:
Cristianesimo
Islam
Buddhismo
Stato laico

     Cristianesimo
     Islam
     Buddhismo
     Stato laico

## Diffusione
Nel 1900, nel 1970 e nel 2000, una singola religione di Stato era identificata da 18 Paesi. Il loro numero è rimasto sostanzialmente invariata nell'intero arco del XX secolo.

## Il Cristianesimo come religione di Stato
Il Cristianesimo fu riconosciuto per la prima volta come religione di stato nel 301, a seguito dell'accordo fra il re Tiridate III di Armenia e il patriarca san Gregorio Illuminatore. Il patto garantì la piena libertà di culto dei cristiani e delle altre religioni, garantendo quarant'anni di pace sociale e di prosperità economica cui seguì il regno di Costantino il Grande nella città di Bisanzio, poi ribattezzata col suo nome.
Nel 380, l'imperatore Teodosio I impose il Cristianesimo come religione ufficiale dell'Impero Romano. Da allora in poi il potere dei vescovi, esponenti del potere della Chiesa cristiana, andò crescendo specie con la Prammatica Sanzione di Giustiniano, tanto che per secoli numerosi episcopati mantennero un dominio temporale su più o meno territori: è il caso degli arcivescovi di Salisburgo o di Trento e, soprattutto, del Papa con lo Stato Pontificio.
La Pace di Augusta del 1555 e poi quella di Vestfalia del 1648 stabilirono ufficialmente il principio della religione di Stato con la massima latina cuius regio eius religio.
Attualmente il cattolicesimo viene riconosciuto come religione di Stato a Malta, nel Liechtenstein, nel Principato di Monaco, in Costa Rica, nel Salvador, nella Repubblica Dominicana e nella Città del Vaticano. Vi sono inoltre specifiche chiese di Stato nazionali: la Chiesa luterana norvegese (in Norvegia), la Chiesa luterana danese (in Danimarca), la Chiesa luterana islandese (in Islanda), la Chiesa luterana delle Fær Øer, la Chiesa anglicana (in Inghilterra), la Chiesa ortodossa greca (in Grecia) e la Chiesa evangelico-luterana in Svezia.

### La religione di Stato in Italia
L'articolo 1 dello Statuto albertino del 1848 sancisce che la «Religione Cattolica, Apostolica e Romana è la sola Religione dello Stato». Nel 1861 lo Statuto divenne la legge fondamentale del Regno d'Italia, che nel 1871, in seguito alla conquista di Roma e alla cessazione dello Stato Pontificio, regolò i rapporti con la Chiesa cattolica tramite la Legge delle guarentigie, il cui principio fondamentale fu quello della "libera Chiesa in libero Stato". Con il concordato regolato dai Patti Lateranensi dell'11 febbraio 1929 alla Chiesa fu confermato il riconoscimento del cattolicesimo quale religione di Stato in Italia.
Dal 1948 la Costituzione Repubblicana garantisce, nell'articolo 3, l'uguaglianza degli individui a prescindere dalla religione, il che rappresenterebbe l'abolizione della religione di Stato in Italia. A ciò si giunse ufficialmente nel 1984, con la revisione dei Patti Lateranensi nel Protocollo addizionale, punto 1, del 18 febbraio di quell'anno ("Si considera non più in vigore il principio, originariamente richiamato dai Patti lateranensi, della religione cattolica come sola religione dello Stato italiano") e con la sentenza N.203/1989 della Corte Costituzionale, che sancisce che la laicità è un principio supremo dello Stato. I rapporti con la Chiesa Cattolica, secondo l'art. 7 della Costituzione, restano "regolati dai Patti Lateranensi".

#### L'esposizione del crocifisso nelle aule scolastiche
L'obbligo di affiggere i crocifissi nelle scuole fu istituito con i Regi Decreti 965/1924 e 1297/1928, ai sensi dello Statuto albertino, in epoca fascista.
Il Consiglio di Stato si espresse a favore della presenza dei crocifissi nelle scuole nel 1988, nonostante il Cattolicesimo non fosse più religione di Stato. Ma nel 1997 la Corte Costituzionale dice l'esatto contrario, esprimendo parere contrario sulla presenza dei crocifissi nelle aule scolastiche, specie durante le votazioni.
Il 3 novembre 2009 la Corte europea dei diritti dell'uomo di Strasburgo ha stabilito che la presenza dei crocifissi nelle aule scolastiche costituisce "una violazione dei genitori ad educare i figli secondo le loro convinzioni" nonché una violazione alla "libertà di religione" degli alunni. La direttiva è contenuta in una sentenza emessa su un ricorso presentato da una cittadina finlandese naturalizzata italiana. Il 18 marzo 2011, la Grande Camera della Corte europea dei diritti dell'uomo con sentenza d'appello definitiva ha accolto il ricorso presentato dall'Italia, assolvendola dalla precedente accusa e stabilendo che la presenza dei crocefissi nelle aule scolastiche non costituisce una "violazione dei diritti umani".

## L'Islam come religione di Stato
In molti paesi musulmani, l'Islam è considerato religione di Stato. In alcuni è l'unica religione riconosciuta (ad esempio in Arabia Saudita o in alcuni emirati).

### La religione di Stato in Palestina
Né nella Carta fondamentale palestinese del 1968 né nella Dichiarazione d'indipendenza del 1988 non si fa alcuna menzione all'Islam come religione di Stato, ma nella modifica alla Legge fondamentale del 28 maggio 2002, articolo 4, si dichiara che "l'Islam è la religione ufficiale della Palestina".

### La religione di Stato in Egitto
L'Islam è religione di Stato egiziana in forza dell'articolo 2 della Costituzione; la libertà di culto è comunque assoluta e vi sono delle tutele per le minoranze.

### La religione di Stato in Giordania
L'Islam è anche religione di Stato in Giordania, ai sensi dell'articolo 2 della Costituzione.

### La religione di Stato in Tunisia
In Tunisia l'articolo 1 della Costituzione riconosce l'Islam come religione di Stato pur garantendo libertà di culto nell'articolo 6 .

### La religione di Stato in Siria
La Costituzione siriana non parla dell'islam come della religione di Stato, ma si limita a sancire, con l'articolo 3, che l'Islam deve essere la religione del Presidente della repubblica in carica.

### Le repubbliche islamiche
Alcuni stati musulmani, come l'Iran, sono repubbliche islamiche.

## Il Buddismo come religione di Stato
I governi che riconoscono il buddismo, sia una forma specifica, o genericamente, come la loro religione ufficiale:
- Bhutan (scuola Drukpa Kagyu del buddismo tibetano)
- Cambogia (buddismo theravada)
- Calmucchia, una repubblica nell'ambito della Federazione Russa (buddismo tibetano)
- Sri Lanka (buddismo theravada)
- Thailandia (buddismo theravada)